# Lakota (Comic)
Lakota ist ein 2012 erschienener Comic.

## Hintergrund
Der Band fasst fünf ausgewählte Kurzgeschichten von Paolo Eleuteri Serpieri zusammen. Die Westernepisoden erschienen im italienischen Magazin Skorpio. Mosquito veröffentlichte das Album.

## Kurzgeschichten
- Cavallo Pazzo 1 (Skorpio, 1978, 14 Seiten)
- Cavallo Pazzo 2 (Skorpio, 1978, 16 Seien)
- Cavallo Pazzo 3 (Skorpio, 1978, 14 Seiten)
- Little Big Horn 1 (Skorpio, 1978, 15 Seiten)
- Little Big Horn 2 (Skorpio, 1978, 12 Seiten)